# Туркмено-украинские отношения
Протокол об установлении дипломатических отношений между Туркменистаном и Украиной был подписан 10 октября 1992 года в Ашхабаде.

## История

Памятник украинскому поэту Тарасу Шевченко в Ашхабаде

В 1990-х годах было установлено официальное международное сотрудничество и открылись посольство в столицах. 
В 2009 году в Ашхабаде совместными усилиями был восстановлен и перенесён на более удачное место памятник украинскому писателю Тарасу Шевченко.
В начале 2023 года, период российской агрессии против Украины, власти Туркменистана предоставили украинской стороне гуманитарную помощь в виде продовольственных товаров, лекарственных и медицинских средств.

## Посольство Туркменистана на Украине
Посольство Туркменистана на Украине открылось в 1995 году. Посольство расположено по адресу: г. Киев, ул. Пушкинская, 6.
С января 2020 года Посольство возглавляет Чрезвычайный и Полномочный Посол Туркменистана на Украине Тойли Атаев.

### Послы
1. Аловов, Недирмамед Аловович (1995—1999)
2. Байрамов, Амангельды Овезович (1999—2005)
3. Непесов, Арслан Сакоевич (2007—2008)
4. Мурадов, Сердар Сахатович (2008—2010)
5. Аманмырадов, Нурберди Аманмурадович (2010—2018)
6. Атаев, Тойли (2020— н.в.)

## Посольство Украины в Туркменистане
Посольство Украины в Туркменистане (г. Ашхабад) открылось в 1995 году. Посольство располагается по адресу: г. Ашхабад, ул. Азади, 49.
С 2020 года Посольство возглавляет Чрезвычайный и Полномочный Посол Украины в Туркменистане Виктор Майко.

### Послы
1. Чупрун, Вадим (1995—2004)
2. Майко, Виктор (2005—2010)
3. Шевалёв, Валентин (2010—2019)
4. Гошовский, Зиновий (2019—2020)
5. Майко, Виктор (2020—н. в.)